# Sceloenopla mitis
Sceloenopla mitis es una especie de insecto coleóptero de la familia Chrysomelidae. Fue descrita científicamente en 1905 por Weise.